# Ėrtil'skij rajon
L'Ėrtil'skij rajon (in russo Эртильский район?) è un rajon dell'Oblast' di Voronež, in Russia; il capoluogo è Ėrtil'. Istituito nel 1938, ricopre una superficie di 1.457,81 km².